# Canal general del Páramo
El canal general del Páramo es una obra de ingeniería civil que se inauguró en 1962. Dicho canal discurre 14,5 kilómetros íntegramente en la provincia de León, permitiendo el riego de 16.900 hectáreas (con sus canales derivados) con agua dulce proveniente del embalse de Barrios de Luna. El uso principal del agua es la agricultura.
La Junta de Castilla y León contrató por 2,9 millones de euros la modernización del regadío del canal y que conllevará la construcción de una red de caminos.

## Datos técnicos[2]
- Longitud: 14,5 kilómetros

- Superficie dominada: 20.412 hectáreas

- Superficie regada: 16.900 hectáreas

- Caudal máximo en origen: 25 m³/s